# 沃特堡 (伊利諾伊州)
沃特堡（英語：Wartburg）是位於美國伊利諾伊州門羅縣的一個非建制地區。該地的面積和人口皆未知。

## 地理
沃特堡的座標為38°17′26″N 90°19′44″W / 38.29056°N 90.32889°W，而該地的平均海拔高度為201米（即659英尺）。